# يزيد بن المهلب
 يزيد بن المهلب  بن سراق بن صحيح بن كندة بن عمرو بن وائل بن الحارث بن العتيك بن الأسد بن عمران بن عمرو (مزيقياء) بن عامر (ماء السماء) بن حارثة بن امرئ القيس بن ثعلبة بن مازن بن الأزد الأزدي (53 هـ - 102 هـ / 673 - 720م).
يكنى بأبي خالد: أمير وقائد عسكري. والي خراسان بعد وفاة أبيه المهلب بن أبي صفرة (سنة 84هـ) فمكث نحوا من ست سنين ثم عزله الوليد بن عبد الملك برأي الحجاج (أمير العراقين في ذلك الوقت) أمره الحجاج أن يقبض على من خرجوا بفتنة ابن الأشعث لكنه تهاون وهذا ما أغضب الحجاج منه فلما عزل سجنه
وظل في الحبس مدة ثم استطاع الهرب إلى الشام ليحتمي بجوار سليمان بن عبد الملك فولاه الأخير بعد موت الحجاج العراق ثم خراسان، فعاد إليها وافتتح جرجان وطبرستان. ثم نقل إلى إمارة البصرة، فأقام فيها إلى أن استخلف عمر بن عبد العزيز.

## مع عمر بن عبد العزيز
عزل عمر ابن المهلب من ولاية خراسان، وطلبه من عدي بن أرطأة الفزاري فجيء به إلى الشام فطالبه بالأموال التي كانت عنده في عهد سليمان فأنكرها، فحبسه بحصن حلب. ولما مرض عمر الذي مات فيه وثب غلمان يزيد فأخرجوه من السجن. وسار إلى البصرة فدخلها وغلب عليها سنة 101هـ، وأرسل إلى الخليفة عمر قائلا: «إني والله لو وثقت بحياتك لم أخرج من محبسك ولكني خفت أن يلي يزيد فيقتلني شر قتلة».

## ثورته ضديزيد بن عبد الملك
استولى ابن المهلب على البصرة وما يليها من فارس والأهواز. فبعث إليه يزيد بن عبد الملك بجيش يقوده مسلمة بن عبد الملك، فالتقيا في واسط حيث دارت معركة عظيمة انتهت بهزيمة يزيد ومقتله هو وأخوه حبيب. وإياه عنى الفرزدق بقوله:
قال ابن ظفر: «وكان من أمره أن برز للحروب وله ثماني عشرة سنة، واتخذ ذراعا من حديد، مجوفة، فكان يدخل فيها يده اليسرى فإذا استجرت الرماح في صدره وجللته السيوف، وضع يده اليسرى على رأسه ثم حمل. وولي خراسان وتغلب على البصرة. وكان من عاقبة أمره أن نابذ بني أمية الخلافة، فقتل بعد حروب كثيرة مشهورة».

## يزيد بن المهلب في السينما والتلفزيون
جسدت شخصية يزيد بن المهلب في أعمال تلفزيونية منها:
مسلسل عمر بن عبد العزيز من إخراج أحمد توفيق ومن بطولة نور الشريف وعمر الحريري وقد جسد دوره الممثل مصطفى متولي
مسلسل فارس بني مروان من إخراج نجدت إسماعيل أنزور ومن بطولة نضال نجم ونادين سلامة وقد جسد دوره الممثل بيير داغر
مسلسل الحجاج بن يوسف الثقفي من إخراج محمد عزيزية ومن بطولة عابد فهد وفايز قزق وقد جسد دوره الممثل غزوان الصفدي
أيضا في مسلسل حكايا من التاريخ إخراج شكيب غنام وقد جسد دوره الممثل تيسير ادريس